# Invariance
Invariance (česky neměnnost) je označení pro situaci, v níž jsou jisté objekty neměnné při určitých událostech. Přesným (ale zužujícím) matematickým vyjádřením invariance je pojem invariantu.
Příkladem invariance je situace, kdy je dán systém veličin, které na sobě nějakým způsobem závisí. Potom se jedna z těchto veličin nazývá invariantní vůči změně jiné (referenční) veličiny, pokud má stále stejnou hodnotu při jakýchkoli změnách referenční veličiny.

## Konkrétní příklady
- Mohutnost množiny je invariantní vůči bijektivním zobrazením.
- Normální podgrupy dané grupy jsou invariantní vůči všem vnitřním automorfismům.
- Dalším příkladem invariance může být fraktál, jenž je invariantní vůči jistým roztažením anebo grafickým přiblížením.